# توماس جي. هومر
توماس جي. هومر هو قاضي وسياسي أمريكي، ولد في 12 يناير 1947 في كانتون في الولايات المتحدة. نشط حزبياً في الحزب الديمقراطي. وقد انتخب عضو مجلس نواب إلينوي ‏.